# Kolozskorpád
Kolozskorpád (románul: Corpadea) település Romániában, Kolozs megyében.

## Fekvése
Kolozsvártól 23 km-re keletre, Kolozs, Kolozskara Apahida és Kiskályán közt fekvő település.

## Nevének eredete
A település a korpáról kapta nevét, amely egy, a gabonafélék őrlésekor keletkező melléktermék. A kolozs előtag eredete vitatott.

## Története
1215-ben villa Kurnad néven említik, neve jelenlegi formájában először 1369-ben jelentkezik.
A középkorban római-katolikus, a település névetimológiája alapján magyar lakossága volt, amelyet 1460-ban említenek utoljára, ezt követően valószínűleg elpusztult és románok telepedtek le benne, mert a 16. században már mint román lakosságú települést említik.
A trianoni békeszerződésig Kolozs vármegye Kolozsvári járásához tartozott.

## Lakossága
1910-ben 700 lakosa volt, ebből 627 román, 55 magyar és 18 egyéb nemzetiségűnek vallotta magát.
2002-ben 466 lakosából 460 román volt.